# Klinzigidia
Klinzigidia là một chi bướm đêm thuộc họ Geometridae.